# هخامنش
هَخَامَنِش (بالفارسية القديمة: 𐏃𐎧𐎠𐎶𐎴𐎡𐏁 Hakhāmanish؛ بالفارسية الحديثة: هَخامَنِش) كان مؤسس أسرة الهخامنشيين وهذه الأسرة معروفة في العالم الغربي باسم الأسرة الأخيمينية (بالإغريقية: Ἀχαιμενίδαι؛ باللاتينية: Achaemenidae؛ بالإنجليزية: Achaemenids). ليست هناك معلومات كثيرة عن الرجل سوى أنه ولد في القرن 8 ق م وتوفي في القرن 7 ق م.